# Šalinac
Šalinac (cyr. Шалинац) – wieś w Serbii, w okręgu podunajskim, w mieście Smederevo. W 2011 roku liczyła 558 mieszkańców.